# Journal of Organometallic Chemistry
Journal of Organometallic Chemistry (J. Organomet. Chem.) – czasopismo naukowe zawierające artykuły na temat badań z chemii związków metaloorganicznych oraz chemii nieorganicznej. Wydawane jest przez Elsevier. Impact factor tego czasopisma w 2014 wynosił 2,173.